# 2144 Marietta
2144 Marietta eller 1975 BC1 är en asteroid i huvudbältet som upptäcktes den 18 januari 1975 av den ryska astronomen Ljudmila Tjernych vid Krims astrofysiska observatorium på Krim. Den har fått sitt namn efter den sovjetiske författaren Marietta Sjarinjana.
Asteroiden har en diameter på ungefär 15 kilometer och den tillhör asteroidgruppen Koronis.